# Kurt Angle

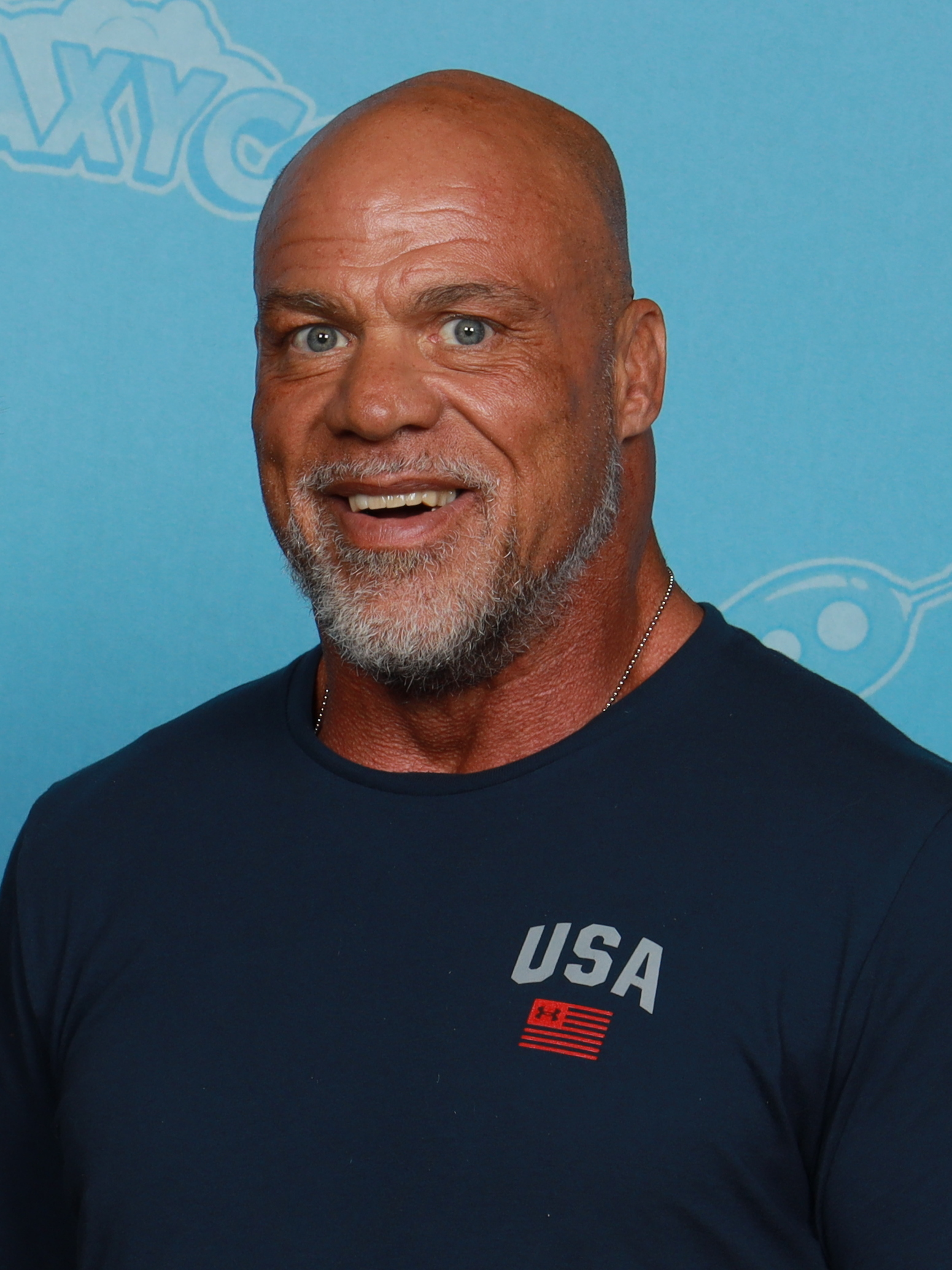
Kurt Angle 2024.

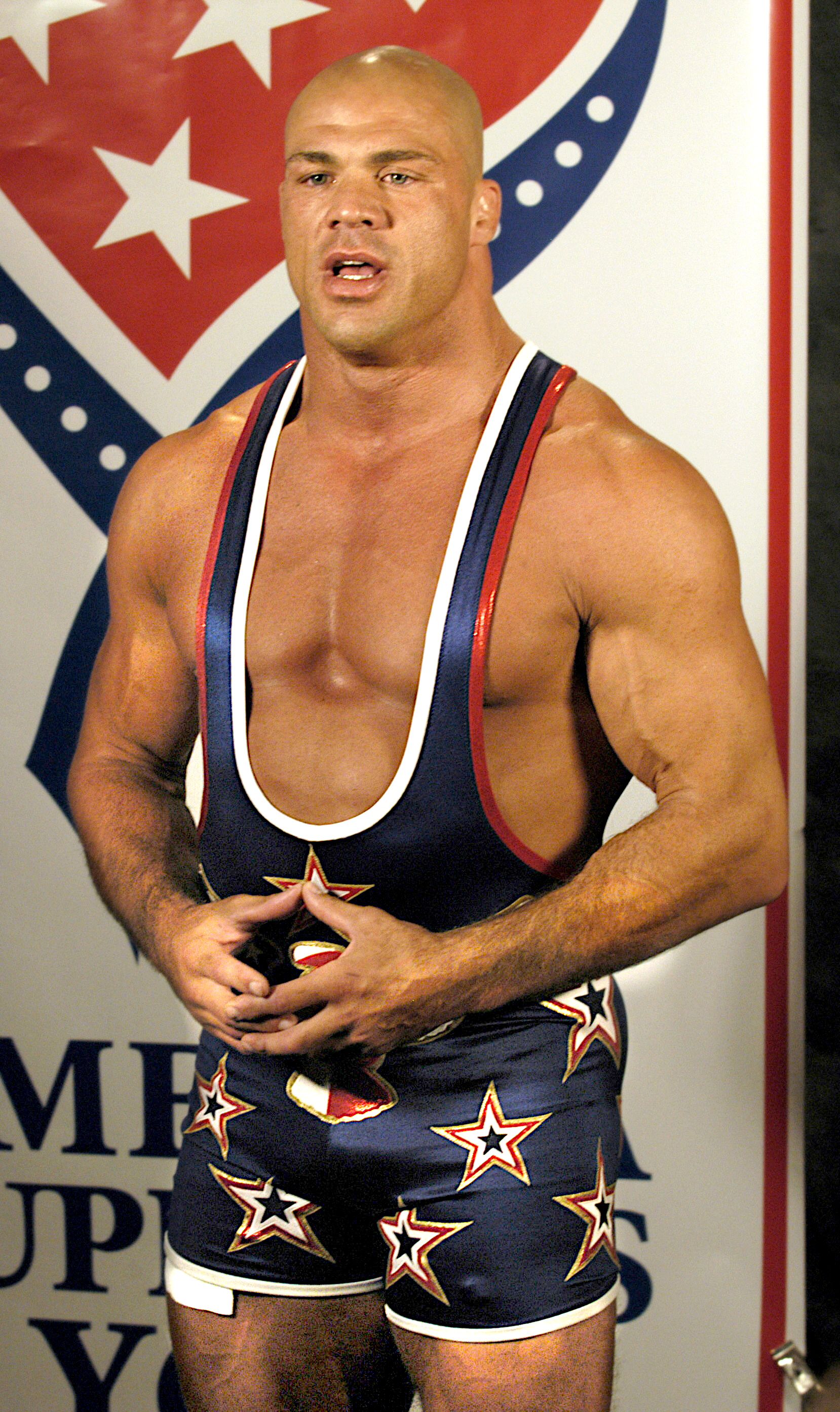
Kurt Angle 2004.

Kurt Angle, född 9 december 1968 i Mt. Lebanon, Pennsylvania, är en framgångsrik utövare inom brottning och fribrottning. Hans främsta merit inom brottning är guld från OS i Atlanta 1996. 
På grund av skador och en större marknad för fribrottning i USA sadlade Angle om till fribrottning där han gjorde debut för WWE 1998. 
Hans karaktär inom fribrottning lever på meriter som guldmedaljör från OS då han kan skryta sig som "Den enda olympiska guldmedaljören i WWE:s historia". 
Efter kontraktsdispyter lämnade Angle WWE 2006 för TNA.  